# Teacalco de Dorantes
Teacalco de Dorantes är en ort i Mexiko.   Den ligger i kommunen Huaquechula och delstaten Puebla, i den sydöstra delen av landet, 100 km sydost om huvudstaden Mexico City. Teacalco de Dorantes ligger 1 684 meter över havet och antalet invånare är 1 520.
Terrängen runt Teacalco de Dorantes är kuperad västerut, men österut är den platt. Terrängen runt Teacalco de Dorantes sluttar söderut. Runt Teacalco de Dorantes är det ganska tätbefolkat, med 139 invånare per kvadratkilometer. Närmaste större samhälle är Atlixco, 13,7 km nordost om Teacalco de Dorantes. Omgivningarna runt Teacalco de Dorantes är en mosaik av jordbruksmark och naturlig växtlighet.